# 小行星5085
小行星5085（英語：5085 Hippocrene）是一颗围绕太阳公转的小行星。1977年7月14日，尼古拉·切爾尼赫在克里米亚发现了此天体。
这颗小行星的绝对星等为354.6443163358289等。小行星5085以希臘神話的泉水希波克林命名。